# Radula javanica
Radula javanica là một loài rêu trong họ Radulaceae. Loài này được Gottsche mô tả khoa học đầu tiên năm 1845.